# 제갈융
제갈융(諸葛融, ? - 253년)은 중국 삼국 시대 오나라의 장군으로, 자는 숙장(叔長)이며 제갈근(諸葛瑾)의 아들이다.

## 행적
어려서부터 귀한 집안의 자제로서 놀기를 좋아했고, 학문은 장구(章句)를 주로 했으며, 박학했으나 정밀하지는 못했고, 너그러우며 기예가 많았다. 후에 기도위에 배령되었고, 진표가 죽자 그 군대를 이어받았다. 아버지가 죽자, 이미 작위가 있는 제갈각(諸葛恪)과 아자비에게 양자로 들어간 제갈교(諸葛喬)를 대신하여 아버지의 작위를 잇고 병사 업무를 계승하여 공안에 주둔했다. 손권(孫權)이 죽은 후 분위장군으로 옮겼다. 적오 13년(250년), 위나라 장군 왕창(王昶)이 강릉성을 공격하다가 퇴각했다. 평위장군 · 낙향독 주적(朱績)이 제갈융에게 편지를 보내 같이 왕창을 추격하기를 구했다. 제갈융은 허락했고, 주적은 기남까지 왕창을 추격했으나, 제갈융은 약속을 어기고 나가지 않아 주적은 불리하게 되었다. 이로 인해 손권에게 질책을 받았으나, 형의 권세로 인해 면직되지는 않았다. 이 일로 주적과는 사이가 나빠졌다. 건흥 원년(252년), 형 제갈각이 회남으로 진격하면서 제갈융에게 임시로 부절을 주어 군대를 이끌고 면수로 들어가 서쪽의 병사를 공격하게 했다. 이듬해, 제갈각이 손준(孫峻)에게 주살되었고, 무난독 시관(施寬), 장군 주적, 손일(孫壹), 전희(全熙) 등을 파견하여 제갈융을 취하게 했다. 제갈융은 갑자기 병사가 이르렀다는 말을 듣고, 창황하여 머뭇거렸으며 계책을 결단하지 못하고, 성이 포위되자 약을 먹고 죽었다. 제갈융의 세 아들은 주살되었다.
손권 생전, 아버지의 뒤를 이은 후, 국경에 일이 없으므로 가을과 겨울에는 사냥과 강무를, 봄과 여름에는 빈객을 초청하여 성대한 연회를 했다. 연회 때마다 항상 빈객들을 찾아다니며 자기 재능을 말하게 하고, 적수를 선택하게 했으며, 쌍륙, 박혁, 저포, 투호, 궁탄 등의 유희를 즐기는 자들도 각각 나누어 경기를 하게 했고, 돌아다니며 관람하며 싫증내지 않았다. 아버지와 형 각은 질박하고 검소하여 군대에 있을 때에도 몸을 꾸미지 않았으나, 제갈융만은 홀로 사치하고 화려했다.

## 같이 보기
- 삼국지 인물 목록